# Burg Korbach
Die Burg Korbach war eine Stadtburg der Grafen von Waldeck in Korbach im nordhessischen Landkreis Waldeck-Frankenberg. Sie befand sich neben dem „Wollweberturm“ an der heutigen Hagenstraße, die beim Amtsgericht über das Gelände der einstigen Burg führt.

## Geschichte

### Erster Bau
Korbach kam um die Mitte des 13. Jahrhunderts unter die Herrschaft des Grafen Adolf I. von Waldeck († 1270). Ob er oder erst einer der beiden ihm nacheinander in der Regentschaft folgenden Enkel Adolf II. und Otto I. die Burg im Nordwesten der Korbacher Neustadt unmittelbar an der (inneren) Stadtmauer errichten ließ, ist nicht eindeutig geklärt, aber der Grundriss der um 1265 angelegten Neustadt und die Stadtbefestigung nehmen auf die Lage der (geplanten oder bereits bestehenden) Burg Rücksicht. Die Grafen besaßen in der Altstadt bereits ein Haus mit Hof, das Otto I. 1298 dem Kloster Bredelar verkaufte, seitdem „Mönchehof“ genannt, und möglicherweise ist dieser Verkauf mit der Fertigstellung der Burg zu erklären. Allerdings wird sie erstmals im Jahre 1370 urkundlich erwähnt. Über ihr Erscheinungsbild ist nichts bekannt, aber es dürfte sich um einen Bau aus Bruchsteinen gehandelt haben. Diese Stadtburg war vom 13. bis zum Ende des 17. Jahrhunderts wiederholt Wohn- und Kanzleisitz verschiedener Grafen von Waldeck bzw. von Waldeck-Eisenberg. Am 30. April 1536 wurde sie bei einem Stadtbrand zerstört, dem innerhalb weniger Stunden etwa 40 Häuser an der Nordseite der Stadt zum Opfer fielen.

### Zweiter Bau

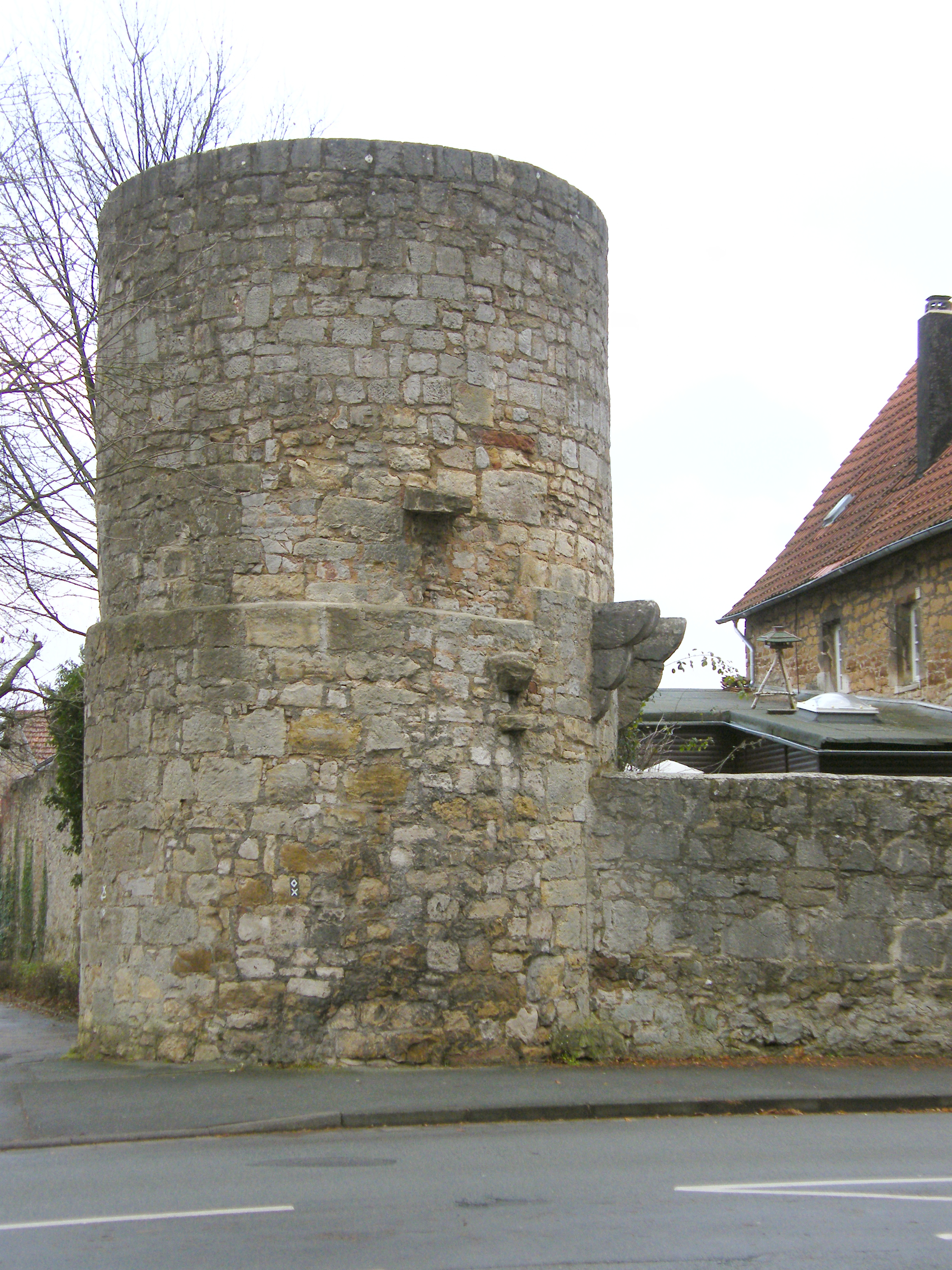
Erhaltener Eckturm der Burganlage

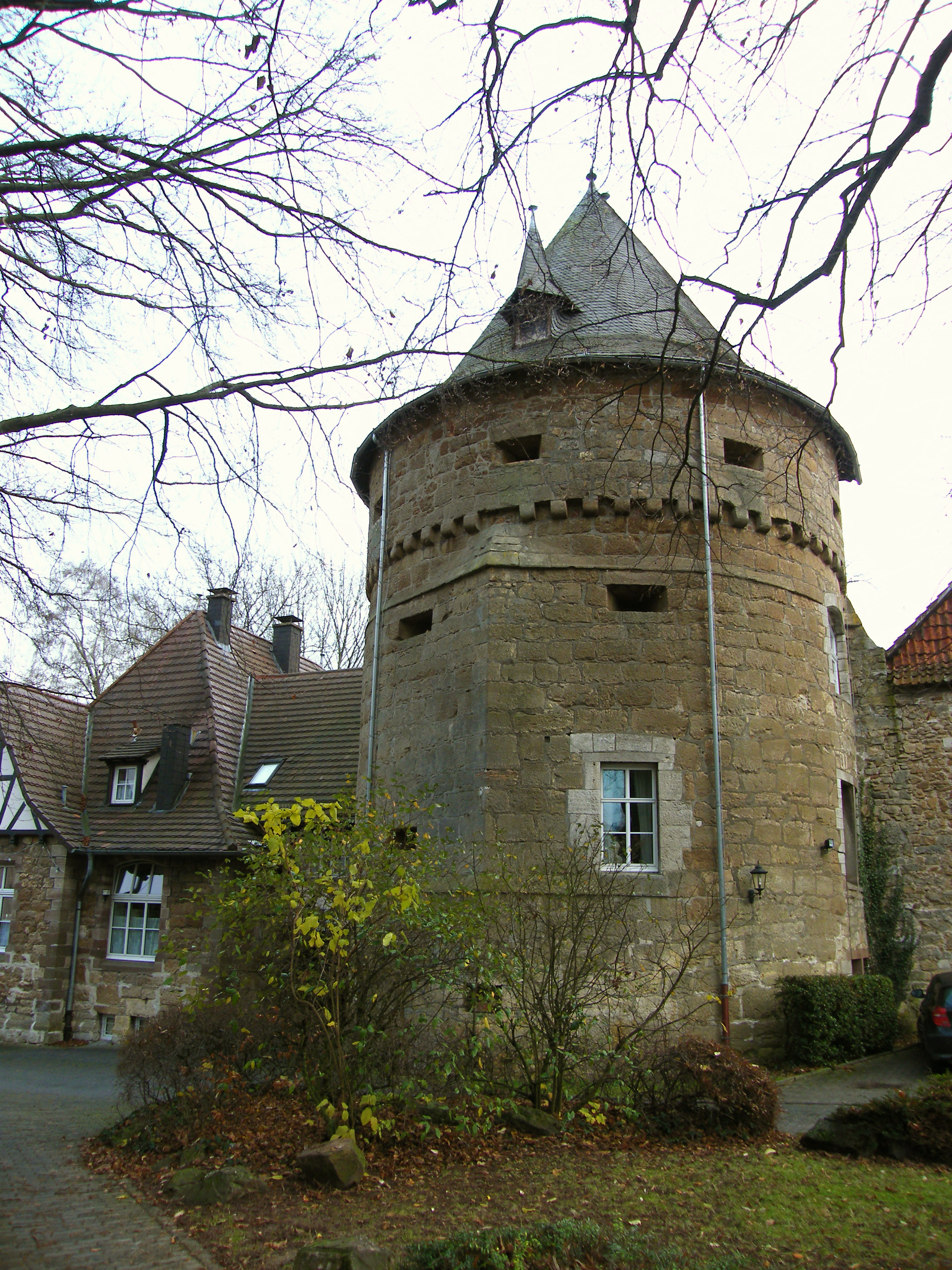
Der Wollweberturm

Graf Wolrad II., der 1539 seinem Vater Philipp III. als regierender Graf von Waldeck-Eisenberg folgte, ließ an gleicher Stelle – unmittelbar innerhalb der Stadtmauer zwischen dem „Wollweberturm“ und dem (namenlosen) Turm an der heutigen Hagenstraße beim Amtsgericht – einen dreistöckigen Renaissancebau errichten. (Ob bereits Philipp III. mit dem Neubau begann, ist nicht bekannt.) Der Bau war wohl 1545 vollendet, als Wolrad II. mit der Stadt einen Vertrag zur Abzweigung eines Wasserrohres von der städtischen Wasserleitung bis zum gräflichen Hof abschloss. Abbildungen dieses Baus sind nicht überliefert, aber ein im Jahre 1600 erstelltes Generalinventar der Grafschaft Waldeck registrierte 23 Räume: fünf Gemächer, vier Stuben, neun Kammern, eine Badestube, einen Schulraum, eine Apotheke und zwei Küchen. Daneben gab es drei Gänge, eine Treppe, eine Wendeltreppe, einen Pferdestall für vier Pferde, die Stallstube und die Kellerräume. Auf dem Hof befanden sich ein Backhaus und das Torhaus. Ab 1564 wurde diese Hofstatt der „Obere Herrenhof“ genannt, nachdem Philipp V., jüngerer Halbbruder Wolrads II., östlich der Nikolaikirche von Eitel Wolff von Gudenberg eine Hofanlage erworben hatte, die in der Folge „Unterer Herrenhof“ genannt wurde. Um- und Erweiterungsbauten wurden 1591, 1625 und 1669 vorgenommen.

### Abriss
Der 1712 zum Reichsfürsten erhobene Friedrich Anton Ulrich (1676–1728), dessen ambitionierte Schlossbauten eine schwere Verschuldung seines kleinen Fürstentums zur Folge hatten, ließ 1715/16 den Renaissancebau abreißen, um an dessen Stelle ein wesentlich größeres Stadtschloss im Stil des Barock bauen zu lassen. Die Arbeiten am Fundament und Keller des von Julius Ludwig Rothweil († 1750) entworfenen neunachsigen, dreistöckigen, mit Mansardwalmdach gedeckten Neubaus begannen 1716, wurden jedoch schon sehr bald eingestellt, weil die Korbacher Bürger einen Machtzuwachs des Fürsten in ihrer Stadt befürchteten und sich daher weigerten, ihm das für die Erweiterung benötigte Bauland zu verkaufen.

### Heutiger Zustand
Als einziger Rest der einstigen Stadtresidenz blieben neben Resten der den Burgbereich umgebenden Hofmauer der „Wollweberturm“ (auch „Herrschaftlicher Turm“ genannt) und ein kleinerer Eckturm an der Hagenstraße erhalten, die beide Teil sowohl der einstigen Burganlage als auch der Stadtbefestigung gewesen waren. Der für die Waldecker Fürsten nicht mehr bedeutende Hof wurde verpachtet. 1928 wurde auf dem südlichen Teil des Geländes ein repräsentatives Amtsgebäude für das Eichamt Korbach erbaut. Nach dessen Auflösung zum 1. April 1966 wurde das Haus (Hagenstraße 1) von verschiedenen Behörden (Schulamt, Polizeidirektion) genutzt, und seit 2018 befindet sich darin eine Kindertagesstätte.